# Mikroregion západně od Chrudimi
Mikroregion západně od Chrudimi je dobrovolný svazek obcí v okresu Chrudim, jeho sídlem je Heřmanův Městec a jeho cílem je spolupráce sdružených obcí v˙oblasti hospodaření s˙odpadními vodami a ostatními odpady, školství a tělovýchovy, kultury, tvorby a údržby krajiny, koordinace dopravy a výhledových plánů obcí v˙rámci Programů obnovy venkova, společný postup při využívání programů EU, poskytování nebo zprostředkování služeb a další nespecifikovaná činnost. Sdružuje celkem 8 obcí a byl založen v roce 1999.

## Obce sdružené v mikroregionu
- Bylany
- Lány
- Mladoňovice
- Morašice
- Rabštejnská Lhota
- Sobětuchy
- Stolany
- Třibřichy